# Protoita noyesi
Protoita noyesi (лат.) — вид ископаемых мелких наездников из семейства †Protoitidae надсемейства хальцид (Chalcidoidea). Обнаружен в меловом ливанском янтаре (около 130 млн лет). Один из древнейших представителей надсемейства Chalcidoidea. Видовой эпитет является патронимом в честь доктора Джона Нойеса (Dr John Noyes) за его многолетний вклад в развитие хальцидологии.

## Описание
Мелкие перепончатокрылые насекомые (длина 0,876 мм). Усики 14-члениковые; булава 1—3-сегментная. Самка Protoita noyesi отличается от самок других видов рода следующим сочетанием признаков: затылок вдавлен относительно вершины; флагелломеры 8—12 с микропиле на вентруме; ножны яйцеклада расширены в средней части и сужаются дистально. Вид был впервые описан в 2023 году группой палеоэнтомологов из Германии, Китая, Ливана и Чехии. Как и другие таксоны из Protoitidae это древнейшие (с возрастом около 130 млн лет) представители надсемейства Chalcidoidea.